# Diecezja Guasdualito
Diecezja Guasdualito (hiszp. Diócesis de Guasdualito, łac. Dioecesis Guasdualitanus) – diecezja rzymskokatolicka w Wenezueli. Powstała w 2015 z terenów diecezji Barinas i San Fernando de Apure. Została sufraganią archidiecezji Méridy. Siedzibą biskupa jest katedra Najświętszej Maryi Panny z Góry Karmel w Guasdualito.

## Biskupi
- Pablo Modesto González Pérez (2015–2025)